# Корф (село)
Корф (рос. Корф) — село, у минулому смт, в Олюторському районі Камчатського краю, Росія. До 1 липня 2007 року перебувало у складі Корякського автономного округу Камчатської області.

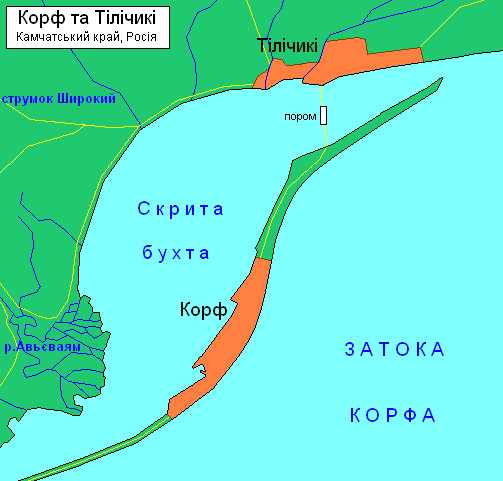
Розташування села

Населення становить 1 179 осіб (2009; 1,4 тис. в 2006, 1,2 тис. в 2007).

## Географія
Село розташоване на довгій піщаній косі, яка відокремлює гавань Скриту від затоки Корфа Берингового моря.

### Клімат
Село знаходиться у зоні, котра характеризується континентальним субарктичним кліматом. Найтепліший місяць — липень із середньою температурою 12.2 °C (54 °F). Найхолодніший місяць — січень, із середньою температурою -14.4 °С (6 °F).
| Клімат Корфа            | Клімат Корфа | Клімат Корфа | Клімат Корфа | Клімат Корфа | Клімат Корфа | Клімат Корфа | Клімат Корфа | Клімат Корфа | Клімат Корфа | Клімат Корфа | Клімат Корфа | Клімат Корфа | Клімат Корфа |
| Показник                | Січ.         | Лют.         | Бер.         | Квіт.        | Трав.        | Черв.        | Лип.         | Серп.        | Вер.         | Жовт.        | Лист.        | Груд.        | Рік          |
| Абсолютний максимум, °C | 2            | 2            | 2            | 11           | 16           | 25           | 25           | 25           | 21           | 16           | 5            | 2            | 25           |
| Середній максимум, °C   | −11          | −11          | −10          | −3           | 4            | 11           | 14           | 14           | 10           | 2            | −6           | −11          | 0            |
| Середня температура, °C | −14          | −13          | −12          | −6           | 2            | 8            | 12           | 12           | 7            | 0            | −8           | −13          | −2           |
| Середній мінімум, °C    | −17          | −16          | −15          | −10          | 0            | 6            | 10           | 10           | 5            | −2           | −11          | −16          | −5           |
| Абсолютний мінімум, °C  | −40          | −35          | −36          | −28          | −13          | 0            | 0            | 1            | −5           | −16          | −26          | −36          | −40          |
| Норма опадів, мм        | 30           | 10           | 10           | 20           | 20           | 20           | 50           | 50           | 40           | 40           | 30           | 20           | 410          |
| ----------------------- | ------------ | ------------ | ------------ | ------------ | ------------ | ------------ | ------------ | ------------ | ------------ | ------------ | ------------ | ------------ | ------------ |
| Джерело: Weatherbase    |              |              |              |              |              |              |              |              |              |              |              |              |              |

## Історія
Корф заснований 1925 року як риболовецька база. 21 квітня 2006 року селище було зруйноване землетрусом в 7,8 балів. Більшість населення було евакуйоване, поселення визнане непридатним для життя, людей мали розселити в сусідні Тилічикі та Оссора. Але попри все нині тут проживають люди, селище частково відбудоване.

## Населення
| 1959 | 1970  | 1979  | 1989  | 2002  | 2006  | 2010 |
| ---- | ----- | ----- | ----- | ----- | ----- | ---- |
| 2144 | ↗2317 | ↗3059 | ↗3147 | ↘1530 | ↘1378 | ↘289 |
| 2012 | 2013  | 2014  | 2015  | 2016  | 2017  | 2018 |
| ↘268 | ↘219  | ↘188  | ↘175  | ↘169  | ↘153  | ↘151 |

## Економіка
Корф є морським портом, через який відбувається товарообіг з навколишніми поселеннями. Неподалік розташовані вертолітний майданчик аеропорт, звідки відбуваються авіарейси до Петропавловська-Камчатського та Палани. Між сусіднім селом Тилічикі діє пором та курсує автобус. В селі працює рибоконсервний завод, поблизу ведеться видобуток платини та бурого вугілля.